# Organização Europeia para a Investigação Nuclear
A Organização Europeia para a Investigação Nuclear (em francês:  Organisation Européenne pour la Recherche Nucléaire), conhecida como CERN (antigo acrônimo para Conseil Européen pour la Recherche Nucléaire) é o maior laboratório de física de partículas do mundo, localizado em Meyrin, no cantão de Genebra, na fronteira Franco-Suíça. Criada em 1954 a organização tem 23 Estados-membros, incluindo Portugal que aderiu em 1986. Em 2010, contava com um efetivo de aproximadamente 2 400 funcionários a tempo integral, assim como mais de 11 mil cientistas e engenheiros (representando 580 universidades e centros de pesquisa e 80 nacionalidades).
As contribuições dos Estados-membros do CERN para o ano de 2011 totalizaram 1 130 milhões de francos suíços (CHF). Desenvolvido com aproveitamento constante de infraestruturas preexistentes, o CERN possui os equipamentos necessários para a pesquisa de física a altas energias pelo que vários experimentos têm sido construídos por colaborações internacionais.
No local de Meyrin, onde se encontra a sede da organização, existe um grande centro de informática, contendo instalações de processamento de dados muito poderosas que, a princípio, servia para a análise de dados experimentais, mas atualmente, e devido à enormidade de dados recolhidos diariamente pelo LHC, é o Tier 0 da Grelha de cálculo LHC (LCG), para pôr esses dados à disposição dos outros pesquisadores que historicamente tem sido (e continua a ser) um hub de rede de longa distância.
Uma das particularidades do CERN é o fato de ser um laboratório transfronteiriço, com instalações na Suíça e na França. Assim como já havia acontecido durante a extensão do laboratório em Meyrin, nos anos 1970, onde cerca de 1/3 da sua superfície se expandiu em território francês, também para a construção do SPS em 1976 a França cedeu o terreno para o sítio de Prevessin, no País de Gex, a fim de albergar as infraestruturas necessárias a esse acelerador. Posteriormente para o LEP, foram edificadas as instalações de superfície correspondentes às atuais experiências do LHC de ALICE em St.Genis, CMS em Cessy e LHCb em Ferney-Voltaire, já que ATLAS se encontra na comuna de Meyrin no cantão de Genebra, Suíça.

## História

### Origem
Depois da Segunda Guerra Mundial, a ciência fundamental na Europa estava completamente antiquada e assim como o tinham feito as organizações internacionais, um grupo de cientistas e políticos visionários, idealizaram um laboratório europeu de pesquisa atómica. Um laboratório deste tipo permitiria, não só reunir os cientistas europeus dispersos pela Europa, com muitos deles fugitivos e mesmo receosos uns dos outros, como resolver o problema dos custos cada vez maiores na construção das instalações necessárias. A ideia de uma organização deste gênero foi exposta a François de Rose por um americano, Robert Oppenheimer, cientista que havia sido educado na aura da ciência europeia e lhe disse, em substância: "Não é normal que a Europa dependa dos Estados Unidos ou da URSS para fazer a pesquisa fundamental. Ela necessitará de grandes máquinas e vocês devem-se unir para as poderem construir."

A ideia tinha sido lançada e hoje são os americanos que vêem à Europa para fazer a pesquisa fundamental. Penso que Oppenheimer tinha previsto isso. Mas acho esta reviravolta de situação extraordinária.
A Sociedade Americana de Física (APS) e o CERN anunciaram em conjunto, em 2014, uma parceria para que todos os artigos e tratados do CERN publicados na coleção revista APS sejam de acesso livre. Todos os resultados do CERN, seja em física teórica e física experimental, no acelerador LHC, bem como outros programas experimentais, beneficiam desta parceria.

#### Fundação

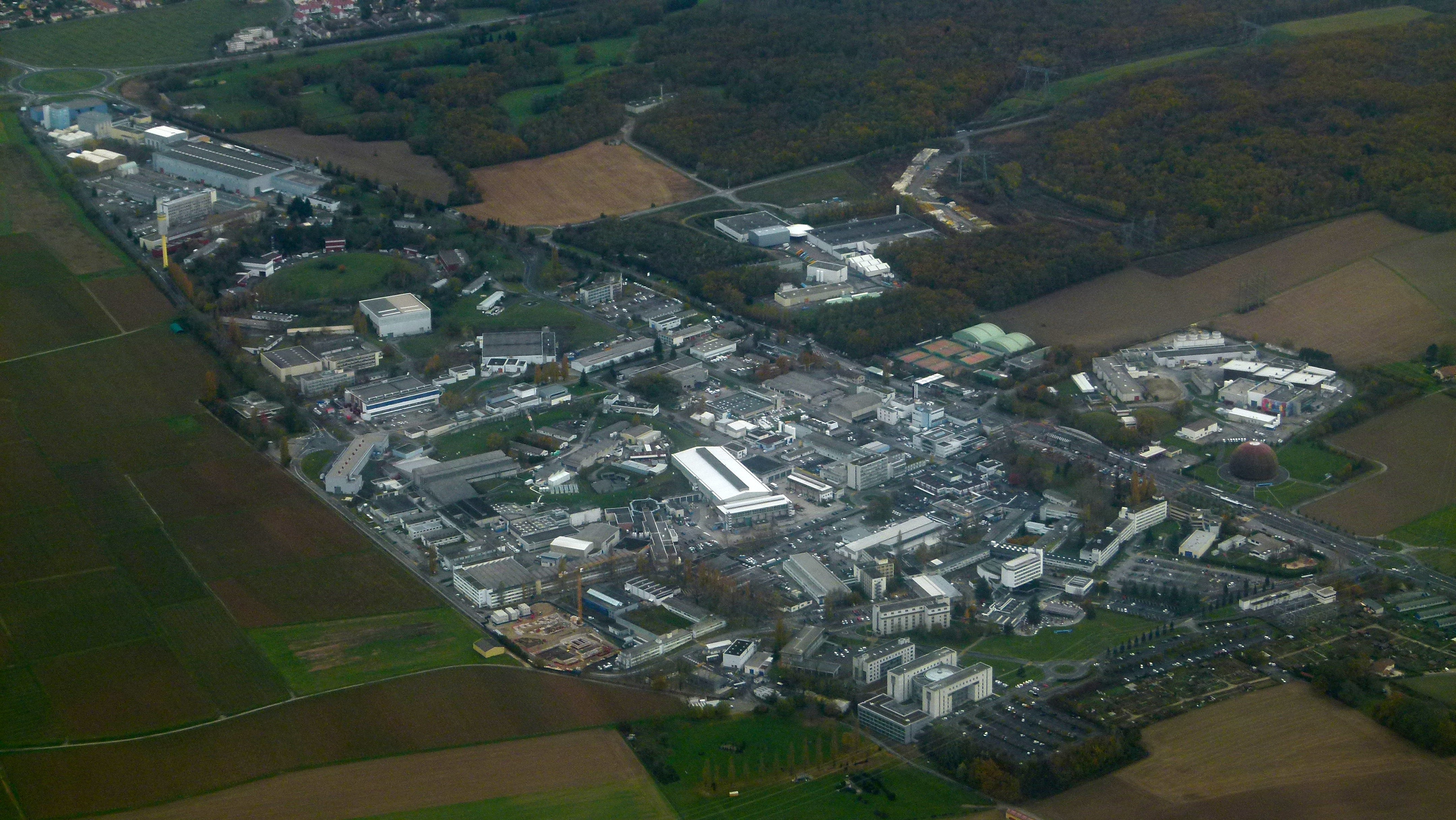
Vista aérea da sede do CERN na Suíça.

Pierre Auger, Raoul Dautry, François de Rose e Lew Kowarski pela França, Edoardo Amaldi pela Itália e Niels Bohr pela Dinamarca, são os precursores e grandes obreiros na criação de um laboratório deste género pelo que são regularmente designado como os pais fundadores. Desde 1949, na companhia de Francis Perrin, físico francês e François de Rose, diplomata, deslocaram-se a várias capitais europeias para ver a reacção dos responsáveis, que foi péssima, pois cada país pensava que alocar fundos a uma organização iria tirar meios financeiros à pesquisa nacional. O preconceito da pesquisa nuclear também não ajudava à saída da Segunda Guerra Mundial, e a presença de Frédéric Joliot-Curie à frente do Comissariado da energia atómica francesa também não ajudava visto ser um membro importante do partido comunista. Durante a Conferência Europeia da Cultura, Lausana, em dezembro 1949, é feita a primeira proposta oficial da criação de um laboratório desse tipo pela boca do Nobel francês Louis de Broglie. Em junho de 1950, durante a Quinta Conferência da UNESCO, em Florença, o Nobel de física norte-americano, Isidor Rabi, fez inscrever uma resolução autorizando a organização a "assistir e encorajar a criação de laboratórios regionais para aumentar a cooperação científica internacional". Em dezembro de 1951, é adoptada uma primeira resolução com vista à criação de um Conseil Européen pour la Recherche Nucléaire (Conselho Europeu para Pesquisa Nuclear) e, dois meses mais tarde, onze países assinam um acordo estabelecendo o conselho provisório. Tinha nascido o acrónimo CERN.

#### Convenção
Durante a terceira sessão do conselho provisório, Genebra é escolhida como local para a implantação do futuro laboratório, escolha depois aprovada num referendo organizado no Cantão de Genebra, em junho de 1953. A convenção do Conselho Europeu para a Investigação Nuclear, definitivamente estabelecido em julho de 1953, foi assinada por doze países fundadores: Bélgica, Dinamarca, França, Grécia, Itália, Noruega, Holanda, República Federal da Alemanha, Reino Unido, Suécia, Suíça e Jugoslávia, mas já desde 29 de setembro de 1954, depois da rectificação pela França e pela Alemanha, o CERN provisório é dissolvido e criada é criada a Organisation Européenne pour la Recherche Nucléaire (Organização Europeia para a Investigação Nuclear). No entanto, esta nova organização conservou o acrónimo do Conselho, CERN. Como, por esta altura, a física fundamental tinha como principal objectivo a compreensão do interior do átomo, o núcleo atómico, o termo nuclear foi empregue, mas pela imagem belicosa desta palavra o CERN passou a chamar-se Organização Européene pour la Physique des Particules (Organização Europeia para a Física de Partículas).

## Invenções
Várias vezes foi o CERN incubadora de grandes avanços técnicos que se tornaram públicos pelo simples facto da organização publicar sempre seus os trabalhos ou descobertas em domínio público, como foi o caso da invenção da World Wide Web. Além disso, certos avanços técnicos necessários e exigidos pelas experiências conduzidas, assim como novas técnicas desenvolvidas, acabam sempre em domínio público.
A nível médico, e atendendo à colaboração cada vez mais desejada dos serviços hospitalares, foi criado em 2014 um Escritório para Aplicações Médicas, mas mesmo antes deste, o CERN e as suas experiências, detectores e desenvolvimento de píxeis, estavam na origem de conferências sobre física e saúde, e no desenvolvimento do TEP-TC. De facto foi em 1970, que se iniciou a primeira colaboração com um hospital, o Hospital de Genebra e a tecnologia emergente da tomografia por emissão de positrões (TEP) que hoje está na base dos scanners TEP-IRM que conjugam a tecnologia de cristais utilizados no LEP juntamente com desenvolvimentos próprios ao LHC.

#### World Wide Web

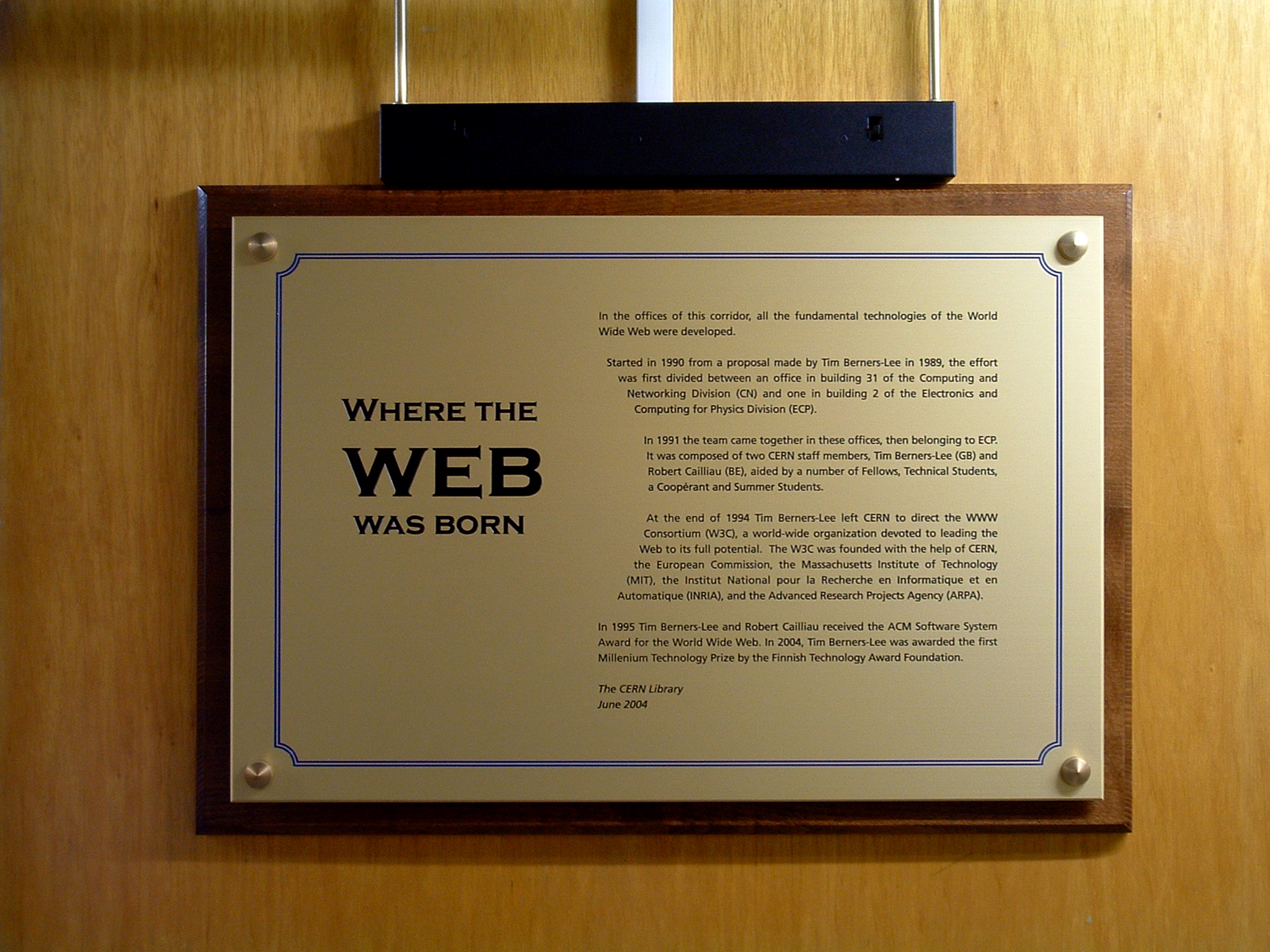
Homenagem, em 2004, à criação da WWW.

Fora do campo científico, o CERN é principalmente conhecido por ter sido o berço da invenção da World Wide Web, ou simplesmente WWW ou Web. Em 1990, Tim Berners-Lee que tinha construído o seu primeiro computador na Universidade de Oxford, onde se formou em 1976 tornava-se, quatro anos mais tarde, consultor de engenharia de software no CERN e escrevia o seu primeiro programa para armazenamento de informação – chamado Enquire e, embora nunca tenha sido publicado, foi a base para o desenvolvimento da Web. Na sua proposta para o projecto em 1989 - é curioso ver o comentário do seu chefe de serviço - sugere a ideia de hipertexto que permite às pessoas trabalhar em conjunto, combinando o seu conhecimento através uma rede de documentos ligados entre si. Foi esse projecto que ficou conhecido como a World Wide Web. Para a sua realização T. Berners-Lee foi ajudado tanto na especificação da linguagem HTML, do navegador, assim como na criação do servidor web por Robert Cailliau. A Web funcionou primeiro dentro do CERN, e no verão de 1991 foi disponibilizada mundialmente. Em 1994 Berners-Lee criou o World Wide Web Consortium, onde assumiu a função de director. Membro fundador da Internet Society, o CERN festejou o vigésimo aniversário da sua fundação durante uma conferência, no CERN, entre 22 a 24 de abril de 2012.

#### Ecrã táctil capacitativo
A construção do SPS, na década de 1970, exigia a utilização e centenas de botões, interruptores e osciloscópios para gerir o acelerador. Algo irrealista, dada a complexidade do acelerador. Foi imaginado um sistema composto por: um ecrã táctil com nove teclas programáveis, um rato para ser usado como apontador no ecrã de controlo e um botão programável.

#### Trackball
Para localizar com precisão os eventos nos filmes das câmara de bolhas utilizava-se o track ball, um mecanismo que pode identificar os movimentos num plano x-y rolando uma bola o que faz mover o apontador no ecrã, o rato (português europeu) ou mouse (português brasileiro) de hoje.

## Aceleradores e experiências

Cadeia de aceleradores do CERN.

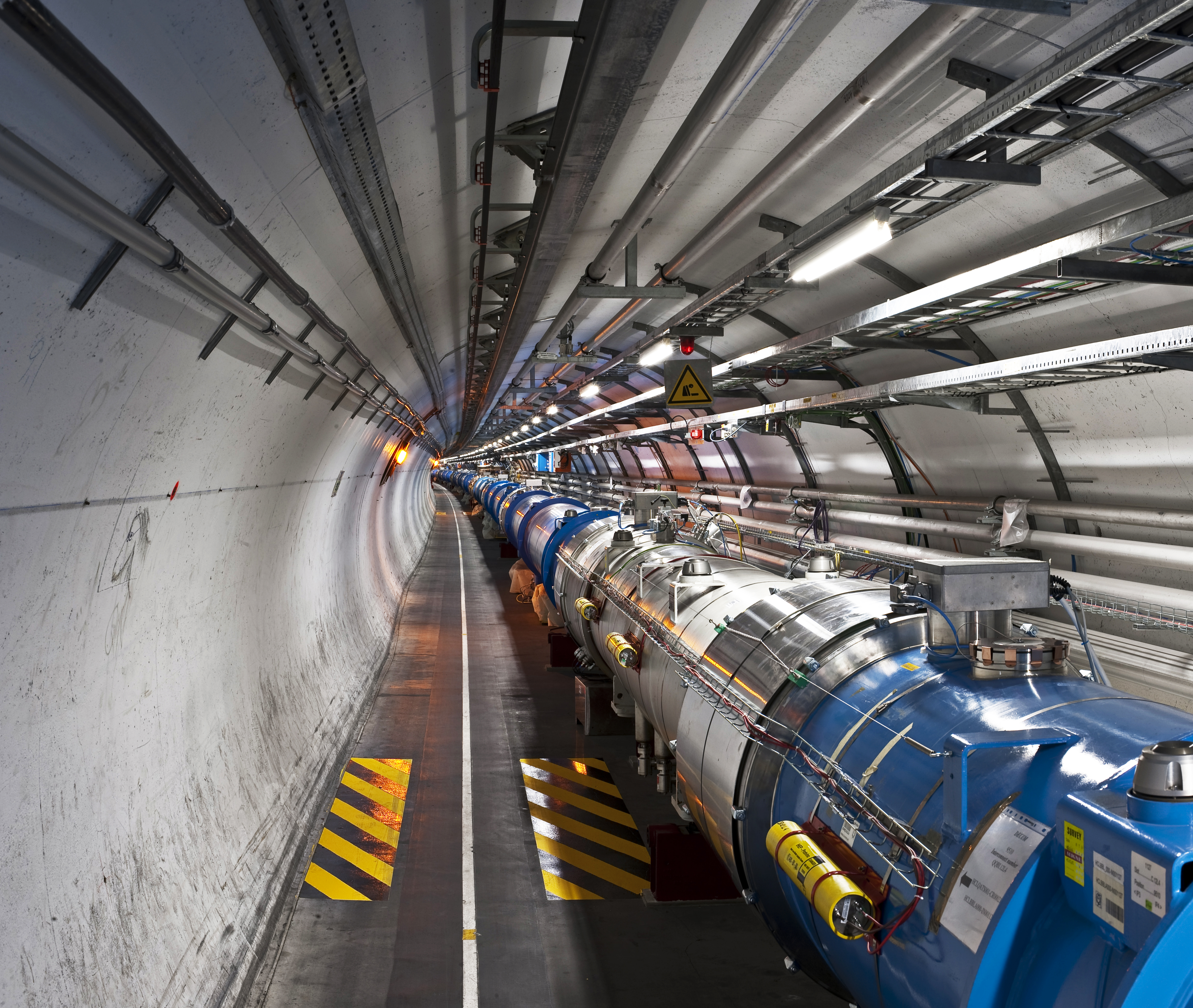
Interior do LHC.

O CAC, sigla em inglês de CERN's Acelarators Complex, Complexo de aceleradores do CERN, é uma sucessão de aceleradores que podem atingir energias cada vez mais altas. Cada acelerador aumenta a velocidade do feixe de partículas antes de o injectar no seguinte. O complexo também incluí o AD, e ISOLDE e alimenta o projecto CNGS - CERN Neutrinos to Gran Sasso - Neutrinos do CERN para Gran Sasso, assim como CTF3 para CLIC Test Facility 3, e onde CLIC corresponde a Colisionador LInear Compacto.
Para as suas experiências o CERN necessita, à partida, de hidrogénio e de chumbo, uma vez que os protões são produzidos a partir de átomos de hidrogénio de onde se extraem os electrões. Os protões começam o seu percurso num acelerador linear, o LINAC e são depois injectados sucessivamente no injector do sincrotão a protões do PS, o PSB sigla inglesa de 'PS Booster', no Super Sincrotão de Protões (SPS) antes de chegarem ao Grande Colisionador de Hadrões (LHC). Os iões de chumbo são produzidos a partir de chumbo vaporizado antes de serem enviados para LINAC 3. São em seguida acelerados no Low Energy Ion Ring (LEIR) e seguem o mesmo trajecto que os protões.
O CERN emprega nas suas instalações um conjunto de seis aceleradores. Cada um tem por finalidade aumentar a energia do feixe das partículas recebidas antes de as enviar a experiências ou para um outro acelerador. Assim, e no caso de entrarem em colisão à a altas velocidades no LHC, as partículas passam do duoplasmatron de 90 keV, ao RFQ de 750 keV, ao Linac 2 de 50 MeV, ao Síncroton Injector do PS o (PSB) de “PS Booster” de 1,4 GeV, ao Sincrotrão a Protões (PS) de 25 GeV, ao Super Sincrotão de Protões (SPS) de 450 GeV e finalmente ao LHC a 3,5 TeV.
- os dois aceleradores lineares. O LINAC 2 que acelera as partículas a 50 MeV para as injectar no Proton Synchrotron Booster (PSB) e o LINAC 3 que fornece iões pesados a 4,2 MeV para injecção no LEAR.
- o PSB do inglês Proton Synchrotron Booster, ou seja, o 'booster' do PS que aumenta a energia das partículas geradas pelo Linac 2 antes de transferidas a outros aceleradores.
- o LEIR do inglês Low Energy Ion Ring, é uma modificação do anterior LEAR, acelera iões vindos do Linac 3 antes de os enviar para o PS.
- o PS do inglês Proton Synchrotron, de 28 GeV - inaugurado em 1959 - é o mais antigo acelerador do CERN ainda em funcionamento e que foi para a ocasião reconfigurado mais uma vez.
- o SPS o Super Síncroton de Prótons, um acelerador circular com 2 km de diâmetro a funcionar desde 1976, também tem as suas próprias experiências com alvos fixos.
- e o LHC do inglês Large Hadron Collider (Grande Colisor de Hádrons) com os seus 27 km de circunferência, e uma vez aqui, os protões circulam durante 20 minutos antes de atingirem a energia e velocidade máximas.
- o AD do inglês Antiproton Decelerator (Desacelerador de antiprotões), reduz a velocidade dos antiprotões de cerca de 10% para experiência com antimatéria.
- a ISOLDE do inglês On-Line Isotope Mass Eparator, é usada para estudar núcleos instáveis. Os iões radioactivos são produzidos pelo impacto de protões a uma energia entre 1,0–1,4 GeV provenientes do PSB. O REX-ISOLDE aumenta o estado das cargas dos iões provenientes dos alvos de ISOLDE para as acelerar a 3 MeV.[23]

Complexo dos aceleradores e experiências do CERN.

#### Experiências não LHC
Enquanto a maioria dos esforços do CERN se concentram no LHC, continuam a fazer-se experiências com outros aceleradores e instalações o que ainda constituir uma actividade importante da organização. Trata-se de experiências com alvo fixo, onde um feixe de partículas é atirado contra um alvo que tanto pode ser um sólido como um líquido ou um gás.

#### Retirados do serviço
Aceleradores que trabalharam com as suas próprias experiências e que foram paradas para renovação a fim de, com mais energia, servirem de aceleradores a outros.
- O original LINAC 1;
- O SynchroCyclotron (SC), um sincrocíclotron de 600 Mev que começou a trabalhar em 1957 e foi fechado em 1991;
- O Intersecting Storage Rings (ISR), Anéis de Armazenagem a Intersecções,[25] um antigo acelerador e armazenados de partículas que funcionou entre 1971 a 1984;
- O Large Electron-Positron Collider (LEP), o Grande Colisor de Elétrons e Pósitrons que funcionou de 1989 a 2000 e que era a maior máquina do seu género. Encontrava-se alojada num túnel circular de 27 km de comprimento e que actualmente abriga o Large Hadron Collider (LHC), o Grande Colisor de Elétrons e Pósitrons;
- O Low Energy Antiproton Ring (LEAR) autorizada a sua construção em 1982 e que juntou as primeiras peças da antimatéria em 1995. Foi fechado em 1996 substituído pelo Antiproton Decelerator (AD), o Desacelerador de antiprotões.

## Estrutura

### Controlo: CCC

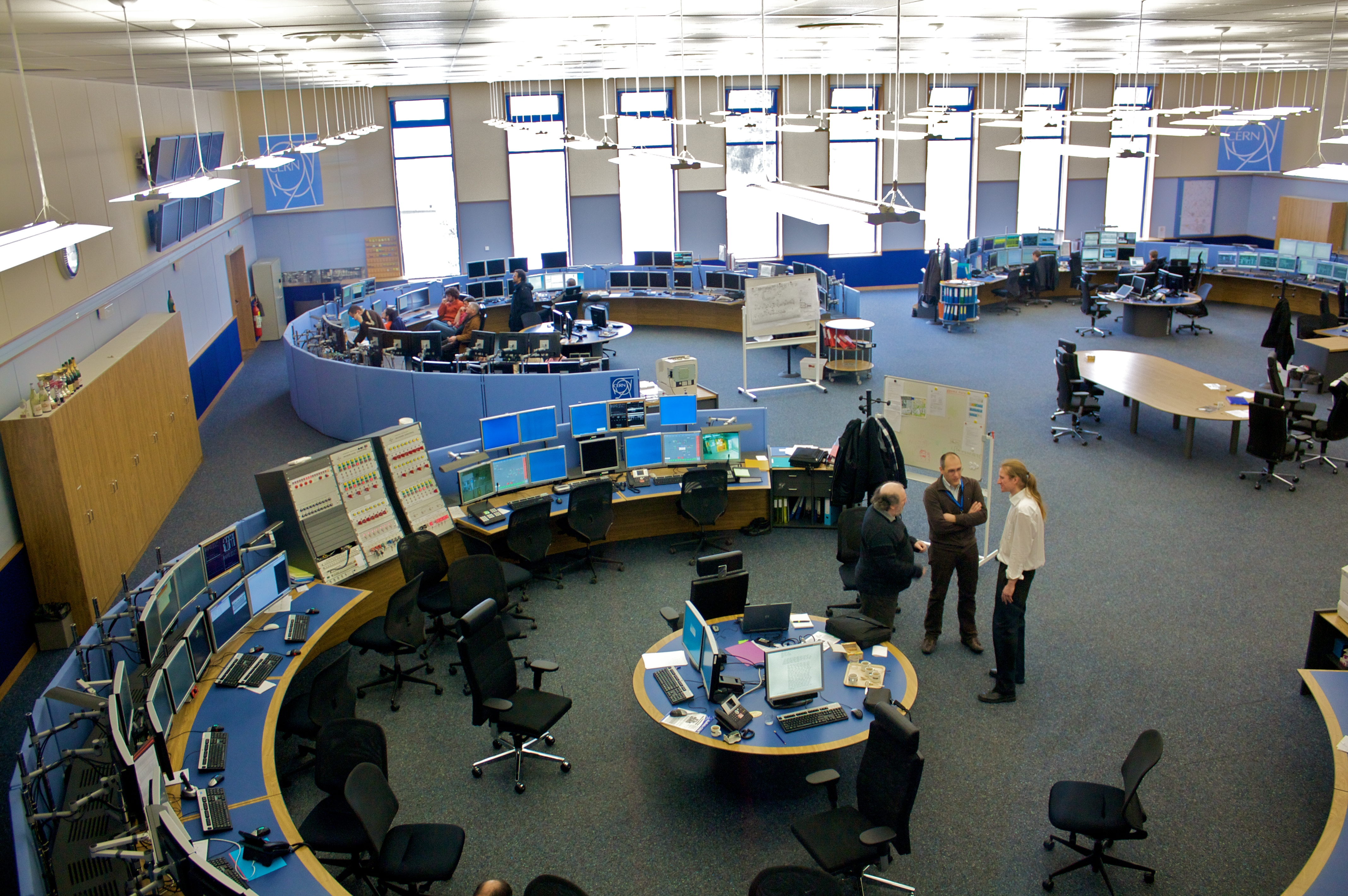
Centro de Controlo do CERN - CCC.

O CCC, o Centro de Controlo do CERN - em inglês de CERN Control Centre - foi criado para reunir, num só local, todas as salas de controlo dos oito aceleradores que conta o laboratório, incluindo a gestão da criogenia e das infraestruturas técnicas. O LHC não é uma máquina isolada: ela é alimentada por uma sucessão de aceleradores interligados. Os protões serão assim acelerados e formados em feixes em quatro máquinas cada vez maiores - dos quais faz parte o Sincrotrão a Protões, o mais antigo acelerador em serviço no CERN com mais de 45 anos - antes de serem injectados com uma energia de 450 GeV no anel de 27 km de circunferência do LHC. A este conjunto chama-se o CAC- Complexo dos Aceleradores do CERN (ver Índice)
O CCC tem 39 mesas de controlo onde se podem instalar até treze operadores, sem contar com inúmeros especialistas encarregados de os assistir.

### Computação: LCG
A LCG é a sigla em inglês de LHC Computing Grid (Grelha de cálculo LHC) que foi preparada para abarcar com a imensidade de dados que as experiências do LHC vão fornecer.
A aquisição de dados de cada uma das grandes experiências do LHC poderiam encher 100 000 DVD de dupla camada de uma capacidade unitária de 8,5 GB por ano. Dezenas de milhares de computadores dispersos pelo mundo serão utilizados no quadro duma rede informatizada descentralizada chamada GRELHA. O objetivo disto é permitir que durante os próximos 15 anos, cerca de 7 000 físicos do mundo inteiro possam participar na análise desses dados.

## Exposições e visitas

O Globo da Ciência e da Inovação do CERN.

Existem dois locais públicos no CERN para exposições.
- O Globo da Ciência e da Inovação, doação da Suíça depois do fecho da exposição nacional em 2002, para exposições ou eventos ocasionais.
- O museu Microcosmo para exposições permanentes destinada a explicar a física de partículas e a história do CERN.

Além destas exposições, todos os fins de semana se efectuam visitas guiadas, que chegam a terem mais de 25 000 pessoas por ano.

## Estados membros

### Membros fundadores

Membros do CERN em 2008.
Membros fundadores
Membros que aderiram mais tarde ao CERN

Animação mostrando as mudanças nos membros do CERN de 1954 até 1999.

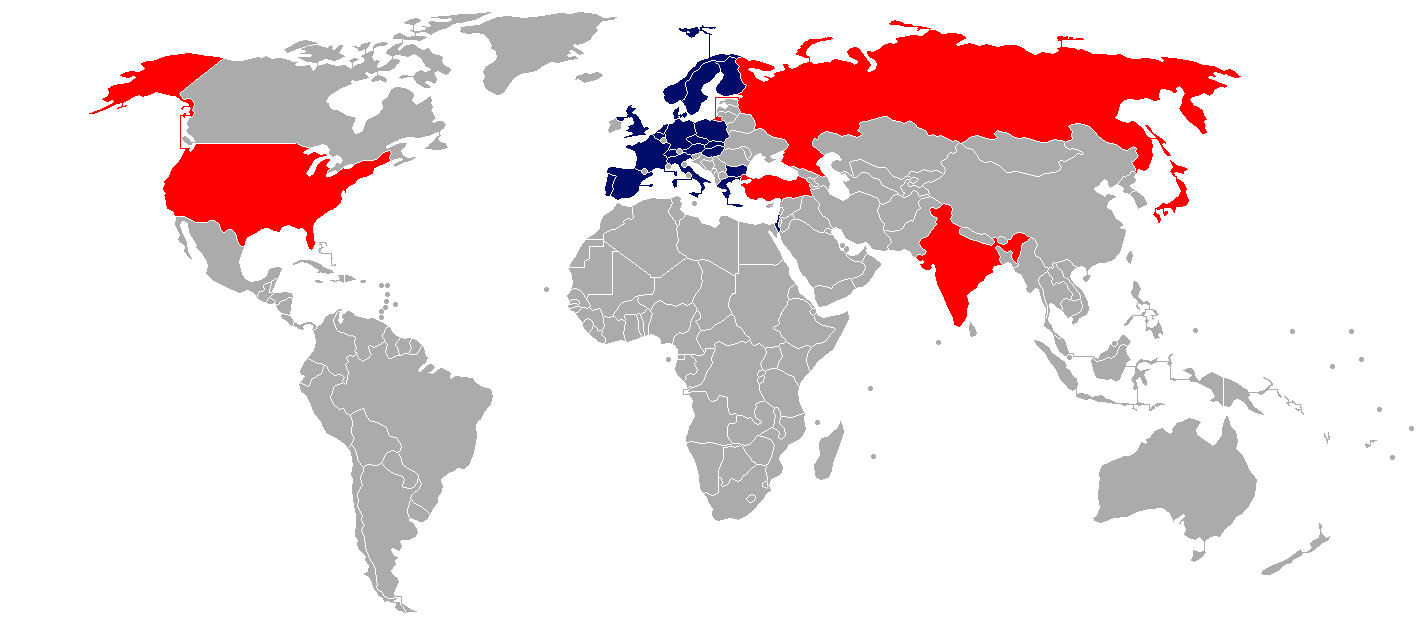
Membros do CERN (em azul) e observadores (em vermelho: Estados Unidos, Israel, Turquia, Japão, Índia e Rússia) em 2008.

Os doze países fundadores do CERN em 1954 foram:
- Bélgica
- Dinamarca
- Alemanha (então Alemanha Ocidental)
- França
- Grécia
- Itália
- Noruega
- Suécia
- Suíça
- Países Baixos
- Reino Unido
- Iugoslávia (posteriormente retirado)

Todos os membros fundadores estão até hoje (2008) no CERN, com excepção da Iugoslávia que deixou o grupo de membros em 1961 (e não existe mais desde 2003).

### Membros posteriores
Desde a sua fundação, o CERN tem aceito, regularmente, novos membros. Todos os novos membros permanecem na organização continuamente desde a sua aceitação, excepto Espanha, que, aderindo em 1961, saiu oito anos mais tarde, e entrou novamente em 1983. Os atuais membros do CERN são:
- Áustria aderiu em 1959, elevando o número total de membros para 13. Depois de uma resolução do ministério da ciência austríaco de 9 de maio de 2009, a Áustria decidiu que vai se retirar do CERN até o fim de 2010;
- Iugoslávia abandonou em 1961 (12 membros);
- Espanha aderiu em 1961 (aumentando assim o número de estados-membros novamente para 13), saiu em 1969 (12 membros), e readeriu em 1983 (13 membros);
- Portugal aderiu em 1986 (14.º país membro);
- Finlândia aderiu em 1991;
- Polónia aderiu em 1991 (juntamente com a Finlândia, elevando o número de Estados-membros participantes para 16);
- Hungria aderiu em 1992 (17 membros);
- Chéquia aderiu em 1993;
- Eslováquia aderiu em 1993 (juntamente com a Chéquia, aumentando o número de membros para 19);
- Bulgária aderiu em 1999 (20 membros);
- Israel aderiu em 2014 (21 membros);
- Roménia aderiu em 2016 (22 membros);
- Sérvia aderiu em 2018 (23 membros).

### Orçamento
Desde a criação do CERN, e devido às diferentes moedas então em circulação na Europa, o orçamento da organização foi e continua a ser calculado em francos suíços (CHF).
As contribuições dos Estados-Membros do CERN para o ano de 2011 totalizaram 1 130 400 milhões de CHF, aos quais se vêm juntar uma contribuição especial de 19,6 MCHF da Suíça e a França. A Roménia contribuiu com 4,2 MCHF como candidata à adesão.
Para 2011 os principais países financiadores foram:
| País        | Contr. em CHF | Porcentual |
| ----------- | ------------- | ---------- |
| Alemanha    | 213 297 300   | 19,44%     |
| França      | 169 139 750   | 15,41%     |
| Reino Unido | 164 558 000   | 14,99%     |
| Itália      | 122 771 550   | 11,19%     |
| Espanha     | 96 783 850    | 8,82%      |

A contribuição de Portugal foi de 13 777 150 CHF, correspondendo a 1,25% do total.
O orçamento completo de 2009: (Valores em Euros segundo a taxa de câmbio de 25 de maio de 2009: 1 CHF = 0,659 EUR)
| Estado-membro | Contribuição | Mil. CHF | Mil. EUR |
| ------------- | ------------ | -------- | -------- |
| Alemanha      | 19,88%       | 218,6    | 144,0    |
| França        | 15,34%       | 168,7    | 111,2    |
| Reino Unido   | 14,70%       | 161,6    | 106,5    |
| Itália        | 11,51%       | 126,5    | 83,4     |
| Espanha       | 8,52%        | 93,7     | 61,8     |
| Países Baixos | 4,79%        | 52,7     | 34,7     |
| Suíça         | 3,01%        | 33,1     | 21,8     |
| Polónia       | 2,85%        | 31,4     | 20,7     |
| Bélgica       | 2,77%        | 30,4     | 20,1     |
| Suécia        | 2,76%        | 30,4     | 20,0     |
| Noruega       | 2,53%        | 27,8     | 18,3     |
| Áustria       | 2,24%        | 24,7     | 16,3     |
| Grécia        | 1,96%        | 20,5     | 13,5     |
| Dinamarca     | 1,76%        | 19,4     | 12,8     |
| Finlândia     | 1,55%        | 17,0     | 11,2     |
| Chéquia       | 1,15%        | 12,7     | 8,4      |
| Portugal      | 1,14%        | 12,5     | 8,2      |
| Hungria       | 0,78%        | 8,6      | 5,6      |
| Eslováquia    | 0,54%        | 5,9      | 3,9      |
| Bulgária      | 0,22%        | 2,4      | 1,6      |

### Estatuto especial
Oito organizações internacionais e países possuem o estatuto especial, quer seja de observador quer como país associado - porque não membro da organização - como é o caso da:
- União Europeia
- Índia
- Japão
- Rússia
- Turquia
- UNESCO
- Estados Unidos

Existem ainda países não membros mas envolvidos em programas tais como: África do Sul, Arábia Saudita, Argentina, Argélia, Arménia, Austrália, Azerbaijão, Bielorrússia, Bolívia, Brasil, Canadá, Chile, China, Colômbia, Coreia do Sul, Croácia, Egito, Emirados Árabes Unidos, Equador, Eslovénia, Estónia, Geórgia, Irão, Irlanda, Jordânia, Lituânia, Macedônia do Norte, Malta, México, Montenegro, Marrocos, Nova Zelândia, Paquistão, Peru, Ucrânia e Vietnã.
E existem países com os quais o CERN possui algum contato científico, tais como: Catar, Cuba, Filipinas, Gana, Irlanda, Letónia, Líbano, Madagáscar, Malásia, Moçambique, Palestina, Ruanda, Singapura, Sri Lanka, Tailândia, Taiwan, Tunísia, Uzbequistão, Venezuela.